# Nguyễn Minh Châu (nhà văn)
Nguyễn Minh Châu (20 tháng 10 năm 1930 – 23 tháng 1 năm 1989),  tên thật là Nguyễn Thí,  là một nhà văn có ảnh hưởng quan trọng đối với văn học Việt Nam trong giai đoạn chiến tranh Việt Nam và thời kỳ đầu của Đổi mới. Ông là một trong những cây bút văn xuôi tiêu biểu của nền văn học Việt Nam 1954–1975.

## Tiểu sử
Nguyễn Minh Châu sinh ngày 20 tháng 10 năm 1930, quê ở làng Văn Thai, tên nôm là làng Thơi, xã Sơn Hải, huyện Quỳnh Lưu, tỉnh Nghệ An.
Theo lời kể của vợ ông, bà Nguyễn Thị Doanh, tên khai sinh của Nguyễn Minh Châu là Nguyễn Thí. Chỉ tới khi đi học, bố mẹ mới đổi tên cho ông thành Minh Châu. Trong những ghi chép cuối cùng, Ngồi buồn viết mà chơi ông viết trong những ngày nằm viện ở Bệnh viện Quân y 108, Nguyễn Minh Châu tự nhận xét về mình: "Từ lúc còn nhỏ tôi đã là một thằng bé rụt rè và vô cùng nhút nhát. Tôi sợ từ con chuột nhắt cho đến ma quỷ. Sau này lớn lên, đến gần sáu chục tuổi, đến một nơi đông người tôi chỉ muốn lẻn vào một xó khuất và chỉ có như thế mới cảm thấy được yên ổn và bình tâm như con dế đã chui tọt vào lỗ".
Năm 1945, ông tốt nghiệp trường Kỹ nghệ Huế với bằng Thành chung. Tháng 1 năm 1950, ông học chuyên khoa trường Huỳnh Thúc Kháng tại Nghệ Tĩnh và sau đó gia nhập quân đội, học ở trường sĩ quan lục quân Trần Quốc Tuấn. Từ năm 1952 đến 1956, ông công tác tại Ban tham mưu các tiểu đoàn 722, 706 thuộc sư đoàn 320. Từ năm 1956 đến 1958, Nguyễn Minh Châu là trợ lý văn hóa trung đoàn 64 thuộc sư đoàn 320. Năm 1961, ông theo học trường Văn hóa Lạng Sơn. Năm 1962, Nguyễn Minh Châu về công tác tại phòng Văn nghệ quân đội, sau chuyển sang tạp chí Văn nghệ quân đội. Ông được kết nạp vào Hội nhà văn Việt Nam năm 1972.
Nhà văn Nguyễn Minh Châu qua đời ngày 23 tháng 1 năm 1989 do bệnh ung thư máu tại Hà Nội, hưởng dương 59 tuổi. Năm 2000, ông được Nhà nước truy tặng giải thưởng Hồ Chí Minh về văn học nghệ thuật.

## Sự nghiệp văn học
Năm 1960, Nguyễn Minh Châu viết truyện ngắn đầu tay Sau một buổi tập. Trong sự nghiệp sáng tác kéo dài ba thập kỷ (1960-1989), khép lại với truyện vừa Phiên chợ Giát viết năm 1989, ông để lại 13 tập văn xuôi và một tiểu luận phê bình. Các tác phẩm chính của ông là Cửa sông (tiểu thuyết, 1966), Những vùng trời khác nhau (truyện ngắn, 1970), Dấu chân người lính (tiểu thuyết, 1972), Miền cháy (tiểu thuyết, 1977), Lửa từ những ngôi nhà (tiểu thuyết, 1977) Người đàn bà trên chuyến tàu tốc hành (truyện ngắn, 1983), Bến quê (truyện ngắn, 1985), Mảnh đất tình yêu (tiểu thuyết, 1987), Cỏ lau (truyện vừa, 1989)...

## Các tác phẩm
- Cửa sông (tiểu thuyết, 1967)
- Những vùng trời khác nhau (tập truyện ngắn, 1970)
- Dấu chân người lính (tiểu thuyết, 1972)
- Miền cháy (tiểu thuyết, 1977)
- Lửa từ những ngôi nhà (tiểu thuyết, 1977)
- Những người đi từ trong rừng ra (tiểu thuyết, 1982)
- Người đàn bà trên chuyến tàu tốc hành (tập truyện ngắn, 1983)
- Bến quê (tập truyện ngắn, 1985)
- Mảnh đất tình yêu (tiểu thuyết, 1987)
- Chiếc thuyền ngoài xa (tập truyện ngắn, 1987)
- Hãy đọc lời ai điếu cho một giai đoạn văn nghệ minh hoạ (tiểu luận phê bình, 1987)
- Phiên chợ Giát (truyện vừa, 1988)
- Cỏ lau (truyện vừa, 1989)
- Trang giấy trước đèn (tiểu luận phê bình, 1994)
- Nguyễn Minh Châu toàn tập (Nhà xuất bản Văn Học, 2001)
- Di cảo Nguyễn Minh Châu (Nhà xuất bản Hà Nội, 2009)

## Đánh giá
- Nhà văn Nguyễn Khải: "Nguyễn Minh Châu là người kế tục xuất sắc những bậc thầy của nền văn xuôi Việt Nam và cũng là người mở đường rực rỡ cho những cây bút trẻ tài năng sau này".
- Nhà phê bình Nikolai Nikulin: "Niềm tin vào tính bất khả chiến bại của cái đẹp tinh thần, cái thiện đã được khúc xạ ở chỗ, anh (Nguyễn Minh Châu) đã tắm rửa sạch sẽ các nhân vật của mình, họ giống như được bao bọc trong một bầu không khí vô trùng".